# Vlag van Boerakker-Lucaswolde

Vlag van Boerakker-Lucaswolde

De vlag van Boerakker-Lucaswolde is de vlag voor de dorpen Boerakker en Lucaswolde, beide gelegen in de gemeente Westerkwartier in de Nederlandse provincie Groningen. De vlag werd in 2009 gelijktijdig met het wapen van Boerakker-Lucaswolde ontworpen in opdracht van de Vereniging voor Dorpsbelangen Boerakker-Lucaswolde.

## Beschrijving
De beschrijving van de vlag luidt als volgt:
In geel een rode gaande gevleugelde stier met rode aureoollijn, een golvende zwarte broeking met een gele lelie en boven en onder een witte boekweitbloem met rode knop.

### Symboliek
- Gevleugelde stier: symbool van de heilige Lucas, naar verluidt was een monnik met de naam Lucas de naamgever van het dorp Lucaswolde.
- Rood-gele kleurstelling: verwijzing naar het wapen van de familie Van Ewsum die zeer invloedrijk was in het Westerkwartier.
- Golvende, zwarte broeking: de golving staat voor het Dwarsdiep en de zwarte kleur voor de turfwinning.
- Gouden lelie: symboliseert het premonstratenzer klooster op de Kuzemer dat tussen Boerakker en Oldekerk gelegen was.
- Boekweitbloemen: staan voor de boekweitakkers die rond Boerakker lagen.

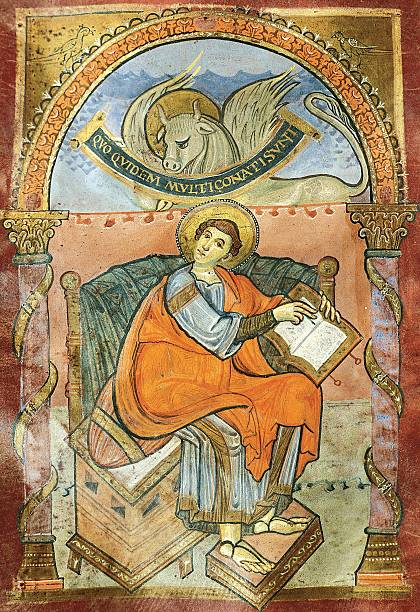
De heilige Lucas met stier in een manuscript van rond het jaar 800.
Wapen van het geslacht Van Ewsum.
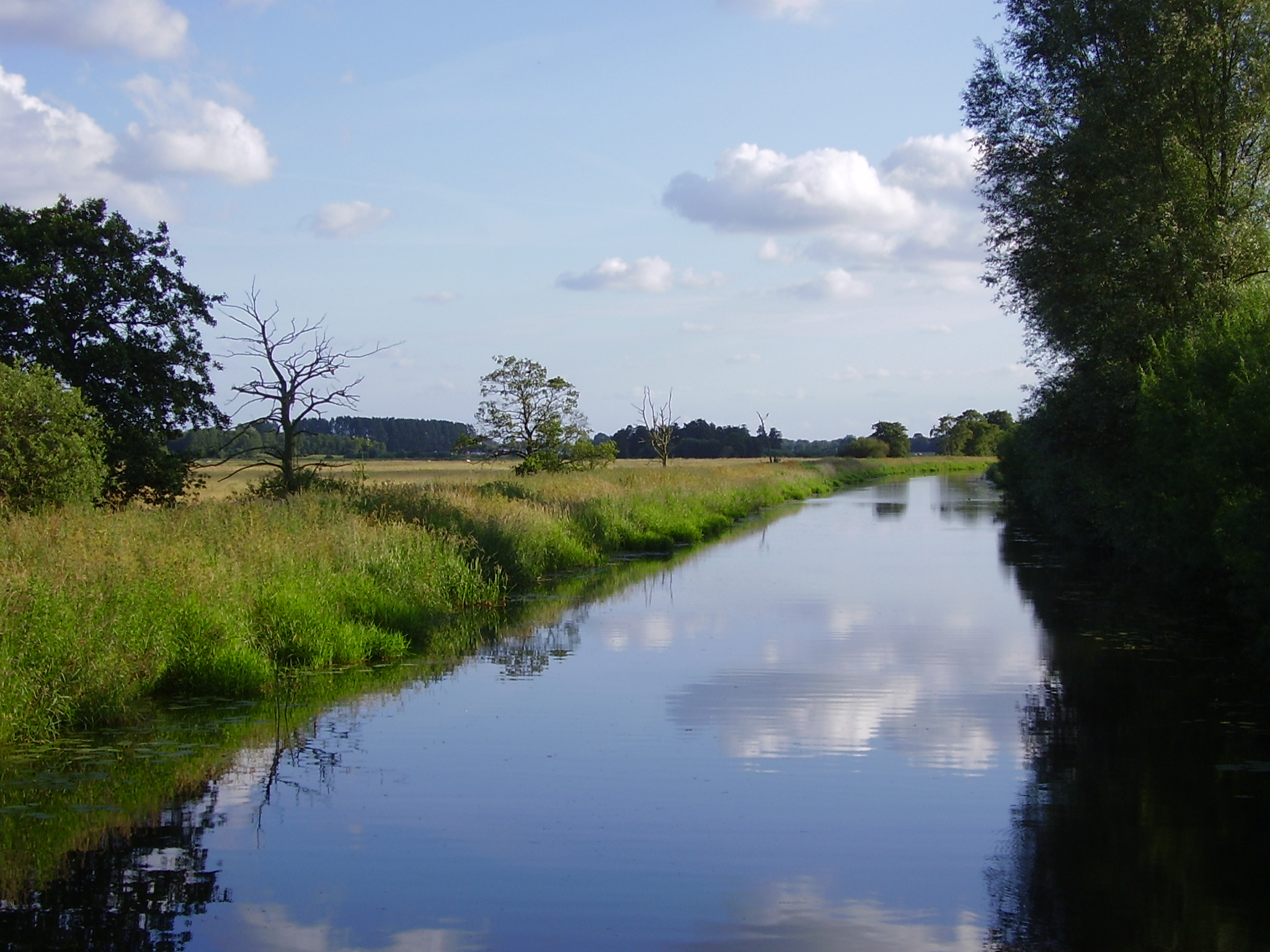
Het Dwarsdiep tussen Nuis en Lucaswolde.
Wapen van de premonstratenzers.
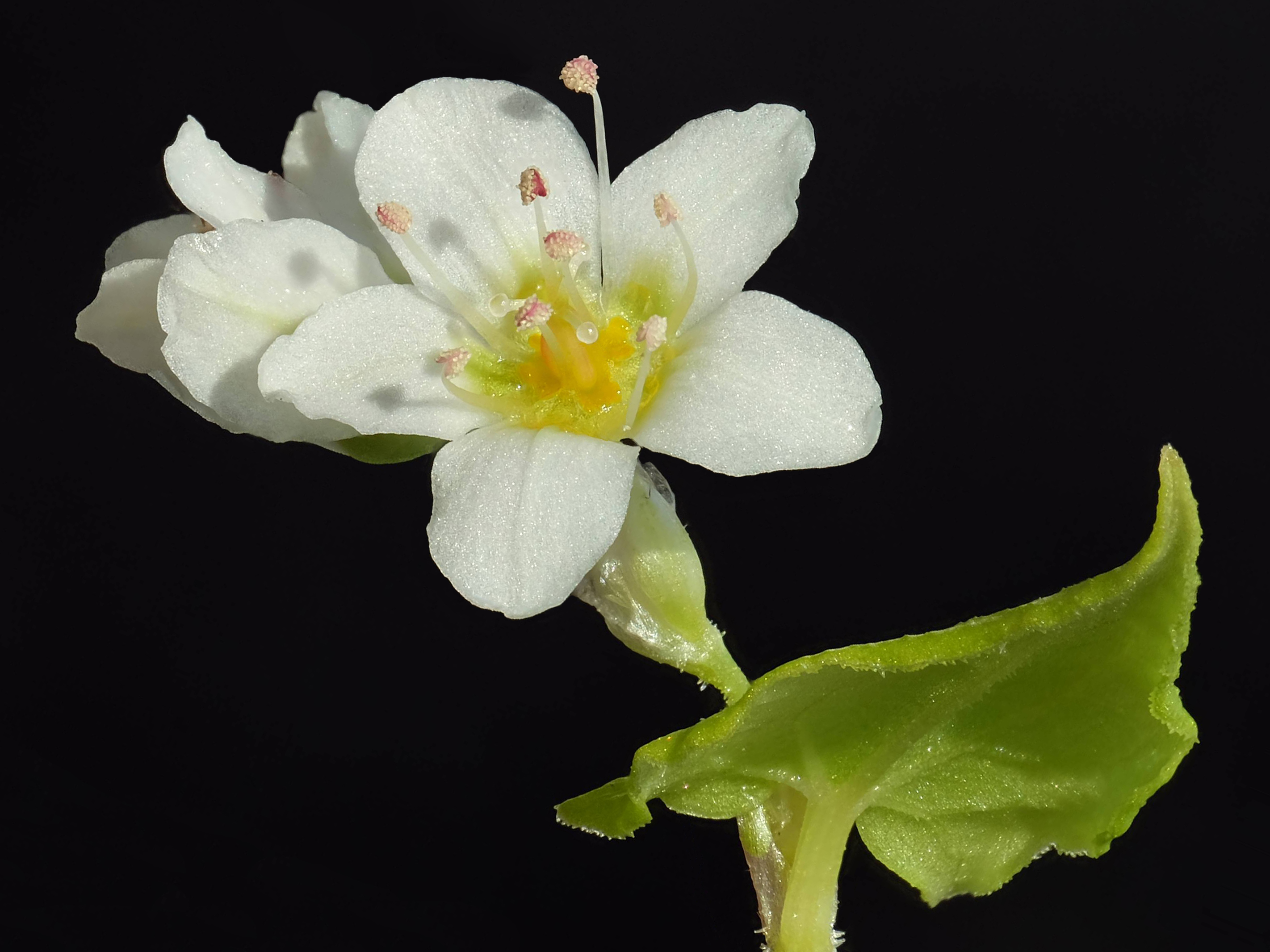
Bloem van boekweit.

## Trivia

In de omgeving van Boerakker-Lucaswolde loopt ook het Sint Lucaspad. Deze wandelroute van zo'n 10 km wordt aangegeven met paaltjes die ook het wapen van Boerakker-Lucaswolde dragen.